# Spindelpresse

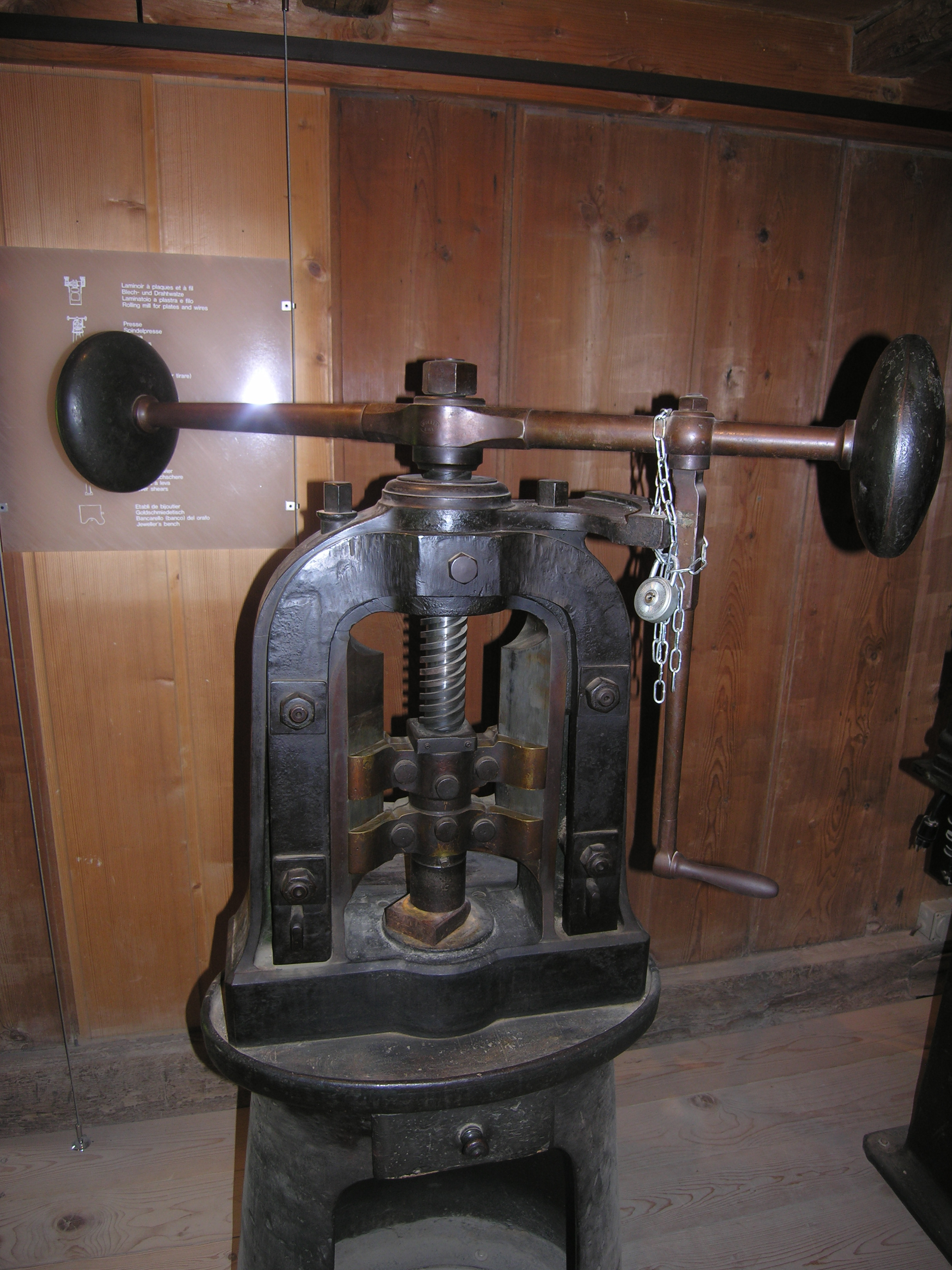
Spindelpresse

Eine Spindelpresse ist ein einfaches Getriebe, das eine Drehbewegung in eine senkrecht wirkende Verschiebung (Translation) in Achsrichtung der Gewindespindel umwandelt. Durch die Übersetzung über den langen Hebelarm der Drehbewegung auf die schiefe Ebene des Gewindes entsteht ein Übersetzungsverhältnis. Die dadurch erzielbaren hohen Druckkräfte wurden technisch bereits im Mittelalter vielfältig genutzt, insbesondere beim Buchdruck.

## Geschichte

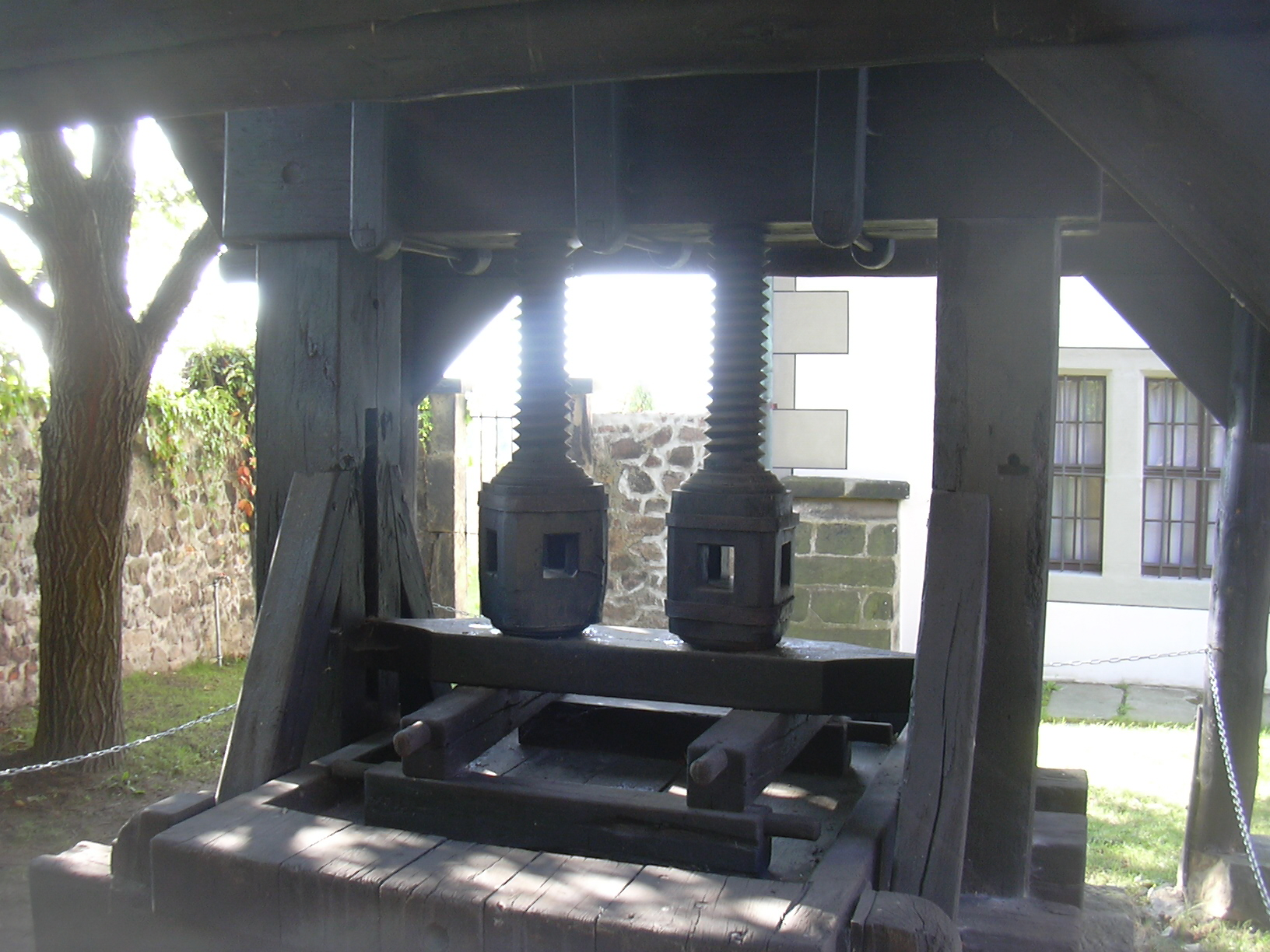
Historische Weinpresse (19. Jh.) in Radebeul (Oberlößnitz) an der Sächsischen Weinstraße

Die Erfindung der Gewindespindel wird dem griechischen Universalgelehrten Archimedes (287–212 v. Chr.) zugeschrieben (siehe archimedische Schraube). Spindelpressen beruhen auf demselben Prinzip, sind aber historisch erst aus dem späten Mittelalter bekannt.
Die ersten Spindelpressen wurden Stoß- oder Balancierwerk (frz. balancier) genannt und vermutlich erstmals in Italien gebaut. Die erste bezeugte Verwendung einer einfachen Spindelpresse soll auf Donato Bramante (sehr eingeschränkt) und Benvenuto Cellini zurückgehen. Spindelpressen wurden zuerst hauptsächlich für die Herstellung von Medaillen benutzt.
Um 1550 soll erstmals ein Spindelprägewerk des Augsburger Goldschmieds Max Schwab zur Prägung von Münzen verwendet worden sein. Daraufhin bemühte sich Elois Mestrelle, die Spindelprägung auch in Paris und London einzuführen, scheiterte aber am Widerstand der Münzer. Erst über hundert Jahre später wurde das Spindelprägewerk in allen größeren Münzstätten allgemein eingeführt. Das ausgereifte Spindelprägewerk erlaubte eine Erhöhung der Ausstoßmenge und eine Präzisierung der Prägung, wodurch bis zu 30 Münzen in der Minute geprägt werden konnten.
Das Royal Mint Museum in London zeigt eine der ersten Prägestempel, die passend für die neuen Spindelwerke hergestellt wurden. Dies sind die Stempel der Cromwelltaler mit dem typischen Stempelriss von 1658 aus der kurzen Zeit der englischen Republik, die erstmals maschinell geprägt wurden.

## Funktionsweise

### Handspindelpressen

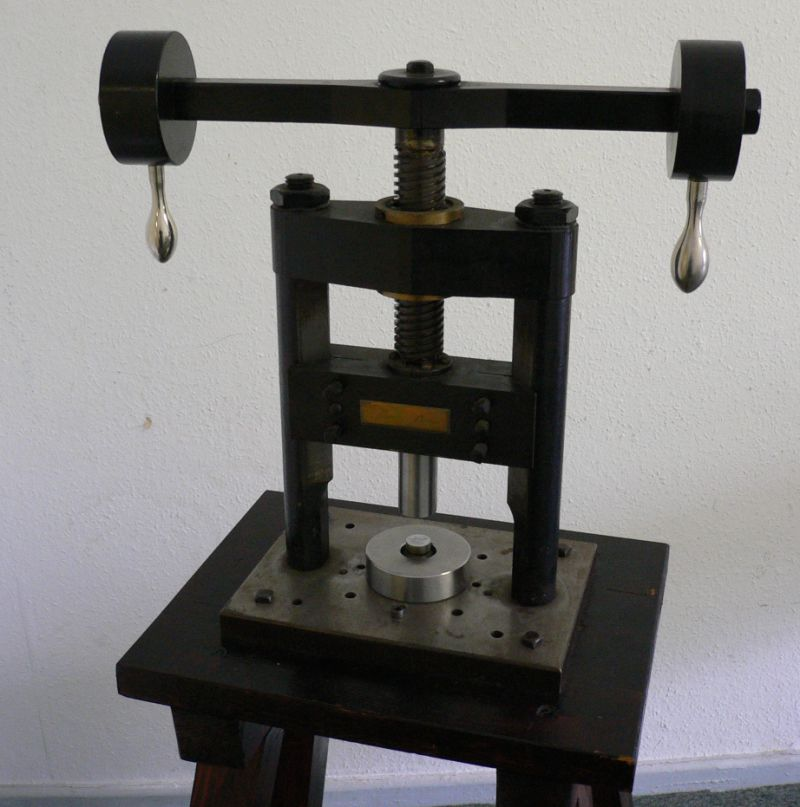
Handspindelpresse zum Prägen von Münzen und Medaillen

Vereinsmedaille (Kulturbund Schwedt/Oder e. V. Fachgruppe Numismatik) zum 40-jährigen Bestehen 2004

Der Oberstempel wird mittels einer Spindelschraube auf Schrötling und Unterstempel gesenkt. Zur Erzeugung des Prägedrucks wird die Kraft auf die Spindel durch eine doppelarmige Schwingachse übertragen, an deren Enden schwere Schwunggewichte befestigt sind. Die Schwungarme wurden durch mehrere Arbeiter (je nach Verformungsenergie 2 bis 12 Mann) mittels Zugriemen angeworfen oder angestoßen. Durch den Schwung und die Hebelkraft der schweren Gewichte war der Prägedruck so stark, dass eine Senkung des Oberstempels zur Erzielung einer sehr guten Prägewirkung ausreichte (bei der Hand- oder Hammerprägung mussten oftmals mehrere Hammerschläge auf den Schrötling ausgeführt werden, um eine zufriedenstellende Wirkung zu erzielen) Aufgrund der Heftigkeit des Stoßes mussten die Spindelprägewerke fest in den Fundamenten im Erdgeschoss oder Keller der Münzgebäude verankert sein. Vor dem Spindelwerk war meist eine Vertiefung oder Grube in das Fundament eingelassen, in der ein Münzer saß, der den Schrötling in die Unterstempel einlegte und nach dem Spindelstoß die geprägten Münzen wieder entnahm. Das Spindelprägewerk fand noch bis ins 19. Jh. Anwendung und wurde erst durch das 1817 von Uhlhorn erfundene Kniehebelprägewerk allmählich verdrängt.
Unsere Darstellung zeigt eine Spindelpresse, mit der Medaillen mit einem Durchmesser bis zu 30 Millimeter ausgeprägt werden können. Eine große Spindelpresse aus der Mitte des 18. Jahrhunderts besaß die Münzstätte Gotha (siehe Bild dort) mit der Münzen und Medaillen aller Größen geprägt wurden. Sie wurde 1981 unter den Arkaden des Schlosses Friedenstein in Gotha aufgestellt.

### Reibradspindelpressen

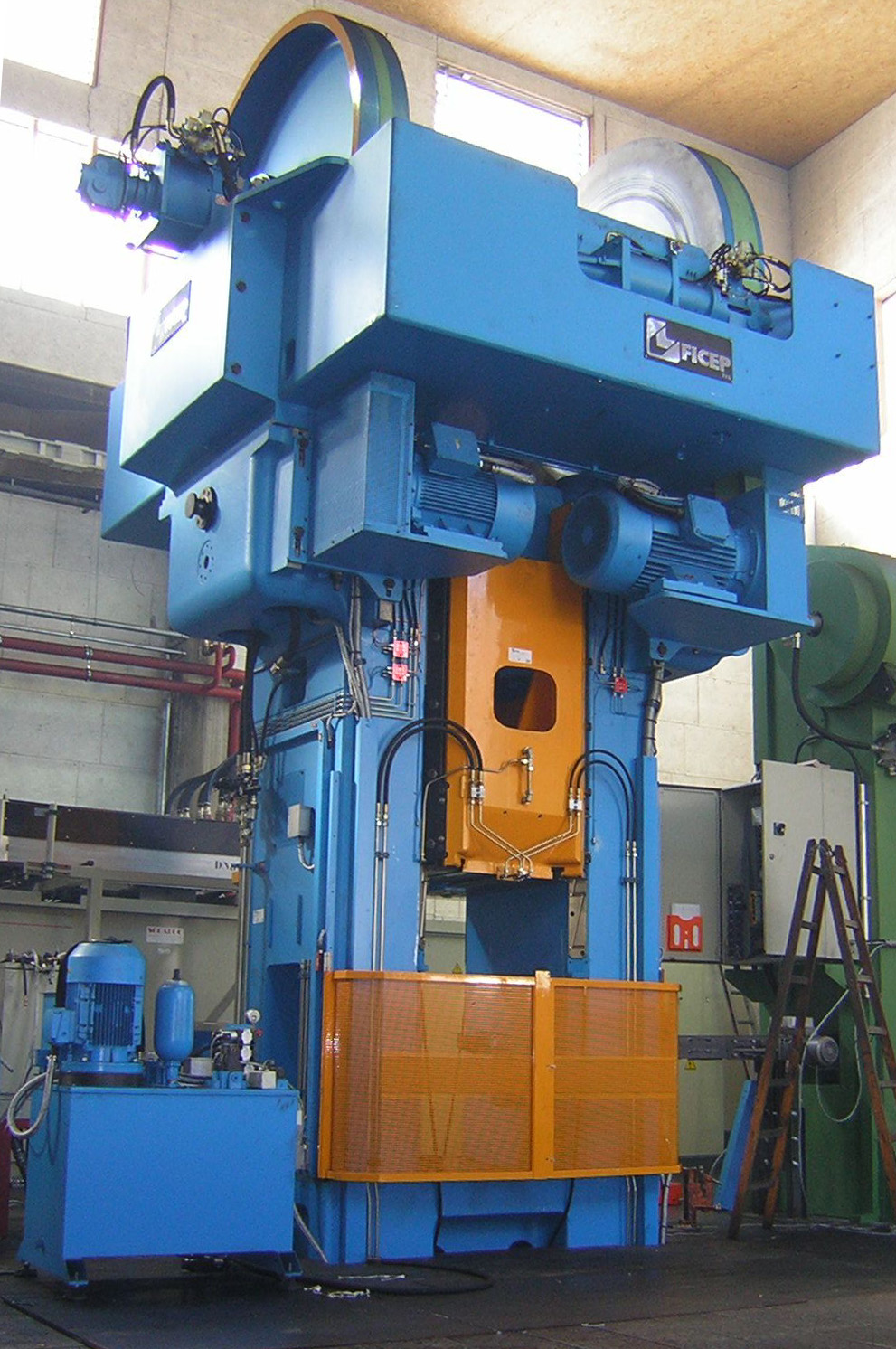
Reibradspindelpresse, Nennpresskraft 13.000 kN, Spindeldurchmesser 360 mm

Schematische Darstellung der Funktion einer Reibradspindelpresse

Bei Reibradspindelpressen sind am Maschinenkopf zwei Antriebsscheiben angeordnet, die axial verschoben werden können. Der Antrieb der Scheiben erfolgt über Flachriemen durch Elektromotoren. Am oberen Ende der Spindel befindet sich das Schwungrad, welches am Umfang mit einer Lederbandage bestückt ist.
Das Auslösen des Hubs erfolgt über Hebel oder bei moderneren Maschinen durch Fuß- oder Handtaster. Dabei werden die Antriebsscheiben axial verschoben und eine der beiden Scheiben an das Schwungrad gepresst. Die durch Reibung auf Schwungrad und Spindel übertragene Drehbewegung führt wie bei der Handspindelpresse zur Abwärtsbewegung. Zum Hochfahren werden die Antriebsscheiben in die entgegengesetzte Richtung verschoben, die zweite Scheibe an das Schwungrad gepresst und somit die Drehrichtung des Schwungrads und der Spindel umgekehrt.
Bei größeren Maschinen können die beiden Antriebsscheiben unabhängig voneinander angetrieben und verschoben werden. Dies dient dazu, durch Ausnutzung des Prellschlags und einer langsamer laufenden Antriebsscheibe für den Aufwärtshub, den Verschleiß der Lederbandage zu minimieren.

## Kupplungsspindelpressen
Der Antrieb einer Kupplungsspindelpresse besteht aus einem in der Achse der Spindel liegenden, sich permanent drehenden Schwungrads. Zum Abwärtshub wird das Schwungrad über eine kraftschlüssige Kupplung mit der Spindel verbunden und kurz vor dem unteren Totpunkt getrennt. Da die Drehrichtung des Schwungrads nicht umgekehrt wird, ist für den Aufwärtshub ein eigener Antrieb erforderlich.

## Spindelpressen mit Direktantrieb
Der Antrieb dieser Maschine basiert darauf, dass der Rotor Bestandteil des Schwungrads und der Stator Bestandteil des Maschinenkörpers ist. Für den Aufwärtshub wird, wie bei der Reibspindelpresse, eine Umkehr der Drehrichtung von Spindel und Schwungrad nötig.
Bisher wurden direkt angetriebene Spindelpressen mit dem Prinzip des Asynchronmotors ausgeführt. Diese Bauart zeichnet sich durch Robustheit und weitgehende Wartungsfreiheit aus. Durch einen Frequenzumrichter können hohe Anlaufströme reduziert und eine sehr genaue Steuerbarkeit erreicht werden. Außerdem lässt sich im Rückhub generatorisch bremsen und die Bremse wird somit nur als Haltebremse beansprucht. Neuere Entwicklungen gehen dahin, einen Synchronmotor mit permanentmagnetisch erregtem Rotor zu verwenden. Auch hierbei ist der Stator Bestandteil des Maschinenständers und der Rotor Bestandteil der Schwungscheibe. Der wesentliche Unterschied besteht darin, dass der Rotor sehr einfach aufgebaut ist. Statt eines Kurzschlussläufers besteht der Rotor aus einem Stahlring, an dessen Außendurchmesser Permanentmagnete befestigt sind.
Die Vorteile dieses Maschinentyps sind eine exakte Dosierung der Umformenergie und der Wegfall von Verschleißteilen wie der Lederbandage bei Reibradspindelpressen oder die Kupplungsklötze bei Kupplungsspindelpressen.

## Spindelpressen mit Servoantrieb
Durch moderne Torqueantriebe ist der vollständige Verzicht auf ein Schwungrad oder ein Getriebe möglich. Ein Torqueantrieb wirkt über eine Kupplung direkt auf die Spindel und führt durch wechselseitigen Rechts- oder Linkslauf für die Auf- und Abbewegung des Stößels. Da die Synchronisation einzelner Antriebe sehr genau erfolgt, können so durch den Einsatz mehrerer Spindeln entsprechend große Kräfte erzeugt werden. Vorteil dieses Pressenkonzeptes ist die Verfügbarkeit der kompletten Nominalpresskraft über den gesamten Hub. Durch den Einsatz mehrerer Spindeln kann darüber hinaus der Stößel ständig parallel gehalten werden und verkippt daher nicht. Da die Spindel sehr große Kräfte übertragen und die Genauigkeitsanforderungen hoch sind, kommen Planetenrollgewindetriebe zum Einsatz.